# Крачковская, Наталья Леонидовна
Наталья Леони́довна Крачко́вская (24 ноября 1938, Москва, РСФСР, СССР — 3 марта 2016, Москва, Россия; девичья фамилия Белого́рцева, некоторое время носила фамилию Белогорцева-Крачковская) — советская и российская киноактриса, заслуженная артистка РФ (1998).

## Биография
Родилась 24 ноября 1938 года в Москве, девичья фамилия — Белогорцева. Её дед, терский казак, служил в охране Николая II. После Великой Отечественной войны её отец — майор Леонид Юрьевич Белогорцев (1910—1945) остался в Германии, служил в комендатуре Веймара, его застрелил нацист 1 ноября 1945 года (по другим данным — погиб в автокатастрофе). Мать — актриса Мария Зотовна Фонина (14 марта 1916 — 28 ноября 1993).
После окончания школы подала документы в историко-архивный институт и одновременно во ВГИК, в тот год курс набирал Владимир Белокуров. Она поступила и начала учёбу, но попала под машину и в результате ДТП временно потеряла зрение. Врачи запретили ей учиться. Но всё же актриса начала сниматься, сначала в массовке, потом в эпизодах.
В 1962 году начинающая актриса познакомилась со звукооператором Владимиром Крачковским, вскоре вышла за него замуж и взяла его фамилию (в фильмах начала 1970-х — Белогорцева-Крачковская). В браке у них родился сын Василий (род. 8 июня 1963 года). Владимир скончался в 1988 году.
За более чем 50 лет кинокарьеры Крачковская снялась в 90 с лишним фильмах, как правило, играла второстепенные, но заметные, «характерные» роли. Наиболее известные картины с её участием — «12 стульев» (1971), «Иван Васильевич меняет профессию» (1973), «Эта весёлая планета» (1973) и «Не может быть!» (1975). Настоящий творческий успех пришёл после роли мадам Грицацуевой в «12 стульях». Режиссёр Леонид Гайдай долго не мог найти подходящий типаж и объяснял, что хочет подобрать актрису, похожую на жену звукооператора Крачковского, не зная, что та уже снималась в кино и имеет опыт.
В 1990-е Крачковская не осталась без работы: она снималась в фильмах Аллы Суриковой, Леонида Гайдая, Михаила Кокшенова и в сериале «Клубничка» для телеканала «РТР».

### Болезнь и смерть
В 2009 году Наталья Крачковская перенесла тяжелейший инсульт. Врачам удалось спасти жизнь, на пятый день после инсульта Крачковская стала ходить, но полностью восстановить эту способность так и не смогла и часто пользовалась специальным креслом.
В начале 2010-х у Крачковской проявились дальнейшие проблемы со здоровьем: в 2010 году она попала в больницу с сердечным приступом, второй последовал в 2013 году. После этого перенесла операцию на сердце, после которой ей был установлен кардиостимулятор.
В ночь на 22 июля 2015 года попала в реанимацию Первой Градской больницы с гидростатическим отёком лёгких.
28 февраля 2016 года была госпитализирована в реанимацию ГКБ №1 имени Н. И. Пирогова с острым инфарктом миокарда, её состояние врачи оценивали как крайне тяжёлое.
Скончалась от инфаркта на 78-м году жизни утром 3 марта 2016 года в больнице.
5 марта была похоронена на Троекуровском кладбище. В августе 2021 года рядом с ней был перезахоронен её муж — Владимир Васильевич Крачковский (1923—1988).
В 2023 году на могиле артистки и её мужа был установлен памятник.

### Семья
- Отец — Леонид Белогорцев (1910, Владикавказ, Терская область — 1 ноября 1945, возле Глаухау, Саксония, Германия), актёр Камерного театра А. Я. Таирова. С августа 1941 года — добровольно вступает в действующую армию. Конец войны встретил в должности заместителя командира 7-й отдельной гвардейской танковой бригады по тех.части. Кавалер орденов Красного Знамени[17], Красной Звезды[18], Отечественной войны 1-й[19] и 2-й[20] степеней, медалей «За боевые заслуги»[21], «За оборону Ленинграда»[22], «За оборону Советского Заполярья»[23], «За победу над Германией»[24]. Старший помощник начальника МТО управления кадров БТ и МВ ГСОВГ гвардии майор Белогорцев погиб 1 ноября 1945 года в результате автокатастрофы в районе Глахау.[25][26]
- Мать — Мария Фонина (14 марта 1916 — 28 ноября 1993), актриса Московского драматического театра имени А. С. Пушкина.
- Младшая сестра — Ирина Шатиришвили (род. 1941).
- Муж с 1962 по 1988 год — Владимир Крачковский (14 августа 1923 года — 12 июля 1988 года[27]), звукорежиссёр, сын профессора Василия Крачковского (род. 25 декабря 1892 года в Ставрополе, был арестован 6 марта 1938 и расстрелян 22 августа 1938 года. Работал в МИИТ профессором и деканом[4][28][29]).
  - Сын — Василий Крачковский (род. 8 июня 1963[4]), звукорежиссёр. В 1996 году номинировался на «Нику»[29]. В 1979 году снялся в небольшой роли брата Ульяны в фильме «Живите в радости».
  - Невестка — Наталья Крачковская[30].
    - Внук — Владимир Васильевич Крачковский (род. 22 июня 1991 года)[4].
- Золовка — Нина Крачковская (17 апреля 1930 — 12 марта 2021), заслуженная артистка РСФСР (1991).

## «Школа Крачковской»
В декабре 2001 года в Москве была создана АНО «Школа актёрского мастерства Натальи Крачковской» во главе с Крачковской. Организация рекламировала свои услуги по обучению детей актёрскому мастерству. В 2003 году произошёл скандал — в прессе и на телевидении появилась информация, где школу обвиняли в недобросовестной рекламе и намеренном обмане с целью «выкачивания» денег из родителей учеников. Тогда Наталья Крачковская категорически отвергала любые обвинения. Позже она говорила, что не имела к «школе» почти никакого отношения и сама стала жертвой обмана.

## Творчество

### Фильмография
- 1955 — Повесть об агрономе — Раечка
- 1959 — Всё начинается с дороги — сварщица из бригады Аннушки (в титрах не указана)
- 1959 — В степной тиши — секретарша
- 1960 — Русский сувенир — Наташа  (в титрах не указана)
- 1961 — Битва в пути — Верунька (в титрах — Н. Белогорцева)
- 1962 — Коллеги — медсестра (в титрах не указана)
- 1962 — Половодье — Клава, доярка
- 1964 — Женитьба Бальзаминова — гулящая (в титрах не указана)
- 1967 — Николай Бауман — женщина на похоронах (в титрах не указана)
- 1967 — Операция «Трест» — дама в ресторане (в титрах не указана)
- 1971 — 12 стульев — Мадам Грицацуева
- 1972 — Нервы… Нервы… — сотрудница НИИ слабых токов
- 1972 — Первый экзамен (короткометражный) — эпизод
- 1973 — Чиполлино — Чиполла, мама Чиполлино
- 1973 — Эта весёлая планета — «Бабочка-огнёвка»
- 1973 — Иван Васильевич меняет профессию (в титрах — Наталья Белогорцева-Крачковская) — Ульяна Андреевна, жена Бунши
- 1973 — Калина красная — гостья на «празднике жизни» (в титрах не указана)
- 1973 — Нейлон 100 % — Генриетта, дочь Константина (в титрах — Наталья Белогорцева)
- 1974 — Бенефис Сергея Мартинсона (фильм-спектакль) — аккомпаниаторша
- 1974 — Ваши права? — продавщица в магазине
- 1974 — Кыш и Двапортфеля — соседка-понятая
- 1974 — Наследники — эпизод
- 1974 — Рассказы о Кешке и его друзьях — мама Женьки
- 1974 — Царевич Проша — Лушенька, придворная дама царя Ермолая
- 1975 — Ау-у! (новелла «И подъехали к избе сваты… Или похождения писателя Сени в поисках слова затаённого») — продавщица
- 1975 — В стране ловушек (анимационно-игровой) — мама Василисы
- 1975 — Иван и «Коломбина»
- 1975 — Мальчик и лось — эпизод
- 1975 — Невеста с севера — посетительница ресторана (в титрах не указана)
- 1975 — Не может быть! (в титрах — Н. Белогорцева-Крачковская)
  - Новелла 1 «Преступление и наказание» — жена Лёлика, покупательница картин
  - Новелла 3 «Свадебное происшествие» — гостья на свадьбе
- 1975 — У самого Чёрного моря — гостья
- 1975 — Шаг навстречу (Новелла «Всего за 30 копеек») — Клавдия Симоненко, выигравшая «Запорожец»
- 1976 — Волшебный фонарь (фильм-спектакль) — пышная поселянка/ пограничница / многодетная мамаша
- 1976 — Два капитана — продавщица пирожков на катке
- 1976 — Мама (Румыния, СССР, Франция) — Медведица
- 1976 — Развлечение для старичков — ведущая конкурса
- 1977 — Инкогнито из Петербурга — тучная дама, гостья городничего
- 1977 — Эти невероятные музыканты, или Новые сновидения Шурика (фильм-спектакль) — участница вокально-инструментального ансамбля
- 1978 — Предвещает победу — жена Вани, селянка
- 1978 — Следствие ведут ЗнаТоКи. До третьего выстрела (Дело № 13) — Настасья, продавщица
- 1979 — Летние гастроли — Анжелика Васильевна, балетмейстер
- 1979 — Место встречи изменить нельзя — певица в кинотеатре
- 1979 — Пена — жена Кочевряжкина
- 1979 — Солнце в авоське (фильм-спектакль) — Ольга, зрительница в цирке
- 1979 — Суета сует — Варвара
- 1980 — Бенефис Татьяны Дорониной (фильм-спектакль)
- 1980 — Зигзаг (короткометражный) — покупательница в очереди
- 1980 — Пощёчина — Марица, проститутка
- 1981 — Брелок с секретом — заведующая парикмахерской
- 1981 — Емелино горе. Автосказка — тёща Емели
- 1981 — Будьте моим мужем — курортница-театралка
- 1982 — Берегите мужчин! — диктор на местном узле НИИ
- 1982 — Василий Буслаев — Окулиха
- 1982 — Женатый холостяк — пассажирка автобуса с книгой
- 1982 — Покровские ворота — Ольга Яновна, жена Соева
- 1982 — Предчувствие любви — мать Ольги
- 1982 — Престиж
- 1982 — Просто ужас! — Раиса Николаевна, медсестра в ветеринарной клинике
- 1982 — Там, на неведомых дорожках… — тётка с вёдрами
- 1983 — Вечера на хуторе близ Диканьки — тётушка Ивана Фёдоровича Шпоньки (роль озвучила другая актриса)
- 1983 — И жизнь, и слёзы, и любовь — Маша, медсестра
- 1983 — Обещаю быть!… — представительница шефской организации
- 1984 — Легенда о любви (СССР, Индия) — женщина в караване
- 1984 — Поручить генералу Нестерову… — Софья
- 1985 — Подвиг Одессы — Ляля Штакман, вагоновожатая
- 1985 — После дождичка в четверг — вторая нянька
- 1985 — Салон красоты — Софья Михайловна Крепкосольская, «хозяйка» дамского салона красоты № 84
- 1986 — Дополнительный прибывает на второй путь — Саукова
- 1986 — Нужные люди — соседка Оли по дому
- 1986 — Что такое Ералаш? — мама Лёлика
- 1987 — Где бы ни работать… — секретарь директора НИИ
- 1987 — Особый случай (киноальманах). Новелла «Особый случай»
- 1987 — Сильнее всех иных велений — купчиха
- 1987 — Цирк приехал — Павла Павловна, хозяйка скобяного магазина
- 1987 — Человек с бульвара Капуцинов —  Кончита, служанка Дианы Литтл
- 1988 — Благородный разбойник Владимир Дубровский — гостья Троекурова
- 1988 — Происшествие в Утиноозёрске — вдова журналиста
- 1988 — Раз, два — горе не беда! — придворная дама
- 1989 — Как в старом кино
- 1989 — Руанская дева по прозвищу Пышка — бюргерша
- 1989 — Частный детектив, или Операция «Кооперация» — пассажирка авиалайнера
- 1990 — Аферисты — Павлина Васильевна (Пава)
- 1990 — Овраги — сослуживица Клавы
- 1991 — Агенты КГБ тоже влюбляются (СССР, Чили) — Клава, массажистка
- 1991 — Говорящая обезьяна — покупательница крокодила
- 1991 — Не спрашивай меня ни о чём — медсестра
- 1991 — Однажды в Одессе, или Как уехать из СССР — Нина Финкельштейн
- 1991 — Перлимплин
- 1991 — Пляжный клуб по интересам
- 1991 — По ком тюрьма плачет… — Алевтина Яковлевна, директор артели глухонемых
- 1991 — Чокнутые — Ева, жена шпиона
- 1991 — Шальная баба — гостья
- 1991 — Контрабандист (другое название «В поисках золотого фаллоса») — мама Миши
- 1991 — Блуждающие звёзды — Хана (в титрах не указана)
- 1992 — Господи, помилуй заблудших (Казахстан, Украина)
- 1992 — Грех — сторожиха
- 1992 — Ка-ка-ду — жена Петрова
- 1992 — На Дерибасовской хорошая погода, или На Брайтон-Бич опять идут дожди — жена радиста Мони
- 1992 — Три августовских дня — бабушка с ребенком
- 1993 — Альфонс — толстушка — первая клиентка
- 1993 — Витька Шушера и автомобиль — Серафима Львовна, учительница физики
- 1993 — Моя семейная реликвия / My Family Treasure (Россия, США, Беларусь) — вдова
- 1993 — Русский бизнес — тётя Катя, егерь
- 1993 — Сыскное бюро «Феликс» — Лейкадия Григорьевна, сотрудница сыскного бюро «Феликс»
- 1994 — Мастер и Маргарита — Штурман Жорж / Софья Петровна, вахтёр в «Грибоедове»
- 1994 — Русское чудо — тётя Катя
- 1994 — Русский счёт — Клава
- 1995 — Красная вишня (Red cherry, Hong ying tao) (Беларусь, Китай, Россия)[34] — тётя Тоня
- 1995 — Московские каникулы — дежурный администратор в гостинице
- 1996 — Клубничка (сериал) — Мария Ивановна, соседка
- 1997 — Дети понедельника — продавщица мороженого
- 1997 — Старые песни о главном 3 — Ульяна Андреевна, жена Бунши
- 2000 — Игра в любовь — хозяйка квартиры
- 2001 — Герой её романа[35] — тётя Катя
- 2001 — Идеальная пара (6 серия «Особенности эмоциональных выборов») — администраторша
- 2001 — Курортный роман (Серия «Чары») — Раиса
- 2001 — Медики (6 серия «Палата № 7») — Ольга Ивановна
- 2001—2003 — Кышкин дом (сериал) — Дюймовочка, специалист по диетам
- 2002 — Королева красоты, или Очень трудное детство — бабушка Борьки
- 2002 — Лифт уходит по расписанию — Вера Петровна, соседка Людмилы
- 2002 — Мой милый ёжик (не был завершён)
- 2002 — Племянник, или Русский бизнес 2 — тётя Маня, «ясновидящая—целительница»
- 2002 — Улыбка Мелометы
- 2003 — Юбилей прокурора — тёща
- 2003 — Жизнь кувырком — жена Сергея Степановича, «куколка»
- 2004 — Москва смеётся
- 2004 — Секрет фараона — Нефертити — бабка на инвалидке
- 2005 — Крупногабаритные — Светлана Петровна, продавец
- 2005 — Моя прекрасная няня (сериал. Серия 97 «Мечта поэта») — камео
- 2005 — Феномен[36] — Екатерина Моисеевна
- 2006 — Московская история — Фрида, член приёмной комиссии экономического факультета
- 2006 — Трое сверху (сериал) — покупательница
- 2013 — Осторожно: дети! (скетч-шоу)

### Озвучивание мультфильмов
- 1974 — Бурёнушка
- 1982 — Кто придёт на Новый год? — мама зайчонка
- 1988 — Колобок, колобок!.. — голос рассказчика
- 1994—2004 — Иван и Митрофан — Графиня
- 2000 — Лукоморье. Няня — Арина Родионовна

### Роли в киножурнале «Ералаш»
- 1982 — «Антракт», реж. В. Ховенко (выпуск 32, эпизод 4) — продавщица мороженого[37]
- 1989 — «Турист-1989», реж. В. Ховенко (выпуск 73, эпизод 3) — мама[38]
- 1990 — «Кинг-Конг жив», реж. Р. Либлик (выпуск 80, эпизод 3) — в титрах не указана
- 1991 — «Апельсин», реж. М. Юзовский (выпуск 87, эпизод 2) — продавщица в магазине[39]
- 1993 — «Перебор», реж. Н. Репина (выпуск 98, эпизод 1) — врач в школе[40]

### Роли в киножурнале «Фитиль»
- 1976 — «Ради галочки» (выпуск № 170), реж. Д. Вятич-Бережных — Сидорова[41]
- 1977 — «Мания величия» (выпуск № 184), реж. Л. Марягин — администратор гостиницы
- 1977 — «Разгневанный мошенник» (выпуск № 187), реж. Б. Яшин — посетительница
- 1978 — «Вирус благодарности» (выпуск № 188), реж. В. Кремнёв — покупательница софы
- 1979 — «Гангстеры поневоле» (выпуск № 206), реж. Б. Яшин — жена инженера
- 1979 — «Чудак» (выпуск № 212), реж. В. Шамшурин — продавщица
- 1981 — «Рекордное поголовье» (выпуск № 228), реж. А. Панкратов — секретарша
- 1983 — «Спецрейс» (выпуск № 252), реж. И. Магитон — пассажирка автобуса
- 1983 — «Крылатые слова» (выпуск № 255), реж. Б. Яшин — сотрудница
- 1985 — «Спихотехника» (выпуск № 276), реж. Б. Яшин — сотрудница
- 1986 — «Экспресс-диагноз» (выпуск № 286), реж. Л. Марягин — жена больного
- 1988 — «Перестроился» (выпуск № 309), реж. О. Бондарёв
- 1988 — «Случай на птичьем рынке» (выпуск № 316), реж. Л. Гайдай — женщина из провинции
- 1990 — «Крутой поворот» (выпуск № 341), реж. В. Георгиев — жена Васи
- 1991 — «Последняя попытка» (выпуск № 354), реж. В. Златоустовский — участница забега
- 2001 — «Террорист» (выпуск № 414), реж. В. Златоустовский — контролёрша
- 2003 — «Тяжёлый случай» (выпуск № 420), реж. А. Климачёв — жена

### Театр
В 2000-х работала в антрепризных спектаклях «Ставлю на любовь», «Любовники и круглая кровать», «Безумства любви», «Невеста для банкира», «Моя бабушка моложе меня» и др.

### Видеография
- 1993 — клип «Московский бит» (исп. «Браво»)
- 1995 — клип «Сказочная тайга» (исп. «Агата Кристи»)
- 1996 — клип «Наташа» (исп. Андрей Державин)
- 2000 — клип «Папа-капитан» (исп. Грегори Спектор)

### Работа на телевидении
- 2003 — Голубой огонёк — мадам Грицацуева

## Награды
- Заслуженная артистка Российской Федерации (14 ноября 1998) — за заслуги в области искусства[45].
- Медаль «В память 850-летия Москвы».

## Память
Творчеству и памяти актрисы посвящены документальные фильмы и телепередачи:
- 2008 — «Наталья Крачковская. „Знойная женщина, мечта поэта“» («Первый канал»)[8]
- 2012 — «В гостях у Дмитрия Гордона» («UA: Первый»)
- 2013 — «Наталья Крачковская. „Рецепт её обаяния“» («Первый канал»)[46][47]
- 2013 — «Наталья Крачковская. „Слёзы за кадром“» («ТВ Центр»)[48]
- 2016 — «Наталья Крачковская. „Прощай, любимая…“» («РЕН ТВ»)[49]
- 2017 — «Наталья Крачковская. „Мадам Грицацуева-Крачковская“» («Мир»)[50]
- 2017 — «Наталья Крачковская. „Последний день“» («Звезда»)[51]
- 2018 — «Наталья Крачковская. „Легенды кино“» («Звезда»)[52]
- 2018 — «Наталья Крачковская. „Я актриса больших форм“» («Первый канал»)[53][54].